# Parreira
Parreira é uma povoação portuguesa do Município de Chamusca - de cuja sede dista cerca de 24 quilómetros, no Distrito de Santarém, que foi sede da extinta Freguesia de Parreira. 
A Freguesia de Parreira, que fora criada em 1985, foi extinta em 2013, no âmbito de uma reforma administrativa nacional, tendo sido agregada à Freguesia de Chouto, para formar uma nova freguesia denominada União das Freguesias de Parreira e Chouto, da qual é a sede.

## População
| População da freguesia de Parreira | População da freguesia de Parreira | População da freguesia de Parreira | População da freguesia de Parreira | População da freguesia de Parreira | População da freguesia de Parreira | População da freguesia de Parreira | População da freguesia de Parreira | População da freguesia de Parreira | População da freguesia de Parreira | População da freguesia de Parreira | População da freguesia de Parreira | População da freguesia de Parreira | População da freguesia de Parreira | População da freguesia de Parreira |
| ---------------------------------- | ---------------------------------- | ---------------------------------- | ---------------------------------- | ---------------------------------- | ---------------------------------- | ---------------------------------- | ---------------------------------- | ---------------------------------- | ---------------------------------- | ---------------------------------- | ---------------------------------- | ---------------------------------- | ---------------------------------- | ---------------------------------- |
| 1864                               | 1878                               | 1890                               | 1900                               | 1911                               | 1920                               | 1930                               | 1940                               | 1950                               | 1960                               | 1970                               | 1981                               | 1991                               | 2001                               | 2011                               |
|                                    |                                    |                                    |                                    |                                    |                                    |                                    |                                    |                                    |                                    |                                    |                                    | 1 064                              | 1 014                              | 915                                |

Criada pela Lei n.º 106/85,  de 4 de Outubro, com lugares desanexados da freguesia de Vale de Cavalos
| Distribuição da População por Grupos Etários | Distribuição da População por Grupos Etários | Distribuição da População por Grupos Etários | Distribuição da População por Grupos Etários | Distribuição da População por Grupos Etários | Distribuição da População por Grupos Etários | Distribuição da População por Grupos Etários | Distribuição da População por Grupos Etários | Distribuição da População por Grupos Etários | Distribuição da População por Grupos Etários |
| -------------------------------------------- | -------------------------------------------- | -------------------------------------------- | -------------------------------------------- | -------------------------------------------- | -------------------------------------------- | -------------------------------------------- | -------------------------------------------- | -------------------------------------------- | -------------------------------------------- |
| Ano                                          | 0-14 Anos                                    | 15-24 Anos                                   | 25-64 Anos                                   | > 65 Anos                                    |                                              | 0-14 Anos                                    | 15-24 Anos                                   | 25-64 Anos                                   | > 65 Anos                                    |
| 2001                                         | 118                                          | 125                                          | 551                                          | 220                                          |                                              | 11,6%                                        | 12,3%                                        | 54,3%                                        | 21,7%                                        |
| 2011                                         | 99                                           | 82                                           | 493                                          | 241                                          |                                              | 10,8%                                        | 9,0%                                         | 53,9%                                        | 26,3%                                        |

Média do País no censo de 2001:  0/14 Anos-16,0%; 15/24 Anos-14,3%; 25/64 Anos-53,4%; 65 e mais Anos-16,4%
Média do País no censo de 2011:   0/14 Anos-14,9%; 15/24 Anos-10,9%; 25/64 Anos-55,2%; 65 e mais Anos-19,0%

## História
Parreira teve a sua origem, como reza a sua história, em dois casais: um denominado de Casal da Parreira o outro Casal do Salvador. Em outros tempos vieram de vários lugares pessoas para trabalhar no campo (corte de mato, arroteias de milho e outros cereais, para as tiradas de cortiça, etc), principalmente das zonas de Montargil e Ponte de Sôr. Essas pessoas foram-se fixando nestes casais, criando-se assim a aldeia de Parreira, onde em outros tempos não muito atrasados existia a praça, lugar esse onde se contratava o pessoal para o trabalho. Era aí que também se realizava o bailarico, a única distracção a não ser a feira da Ponte (em Ponte de Sôr) ou a feira de São Martinho (na Golegã) existente neste lugar.
Situada junto às ribeiras de Muge e do Chouto, a freguesia da Parreira foi criada a partir do Decreto-Lei 106/85, datado de 4 de outubro. É no entanto de povoamento antigo, pois esteve, até àquela data, anexa à freguesia de Vale de Cavalos. Desse modo, a sua história sempre lhe esteve associada, tendo contudo pertencido, durante cerca de sete anos, ao concelho de Alpiarça. As suas gentes são tidas como simples mas empreendedoras. Às expensas do povo, foi construída a Igreja de Nossa Senhora de Fátima e o posto médico. É uma povoação dinâmica, onde se gera uma boa fatia da riqueza do concelho.[carece de fontes?]

## Atividades
No povoado, pode-se praticar desporto ao ar livre (BTT), participar em jornadas de caça e pesca e fazer passeios todo terreno. A gastronomia é muito rica, tendo recebido influências do Alto Alentejo e da Beira Baixa, de onde sazonalmente  vinham os "barrões" para os trabalhos do campo.

## Património
- Igreja de Nossa Senhora de Fátima
- Fontanário da Escola
- Capela de Vale da Lama da Rosa
- Igreja das Palhas
- Moinho de água
- Paisagem do Vale de Muge